# Pochodna Frécheta
Pochodna Frécheta – uogólnienie pojęcia pochodnej dla funkcji między przestrzeniami unormowanymi (w szczególności między przestrzeniami Banacha) nad tym samym ciałem. Pojęcie pochodnej w sensie Frécheta pozwala formalnie zdefiniować pojęcie pochodnej funkcjonalnej, które jest szeroko wykorzystywane w rachunku wariacyjnym. Intuicyjnie, definicja pochodnej Frécheta oparta jest na idei aproksymacji liniowej, to znaczy przybliżania różniczkowanej funkcji przy pomocy prostszego przekształcenia liniowego. Nazwa pojęcia pochodzi od nazwiska francuskiego matematyka Maurice’a Frécheta.
W analizie funkcjonalnej spotyka się również inną nazwę tego pojęcia – silna pochodna – będącej antonimem innej nazwy pochodnej Gâteaux, tzw. słabej pochodnej.

## Definicja
Niech {\displaystyle V} i {\displaystyle W} będą przestrzeniami unormowanymi, {\displaystyle U} będzie niepustym podzbiorem otwartym przestrzeni {\displaystyle V.} Funkcję {\displaystyle f\colon U\to W} nazywa się różniczkowalną w sensie Frécheta w punkcie {\displaystyle x\in U,} jeżeli istnieje taki ograniczony operator liniowy
{\displaystyle \operatorname {A} _{x}\colon V\to W,}
że
{\displaystyle \lim _{\|h\|\to 0}{\frac {{\big \|}f(x+h)-f(x)-\operatorname {A} _{x}(h){\big \|}_{W}}{\|h\|_{V}}}=0.}
W przypadku, gdy funkcja {\displaystyle f} jest różniczkowalna w danym punkcie, to operator liniowy {\displaystyle \operatorname {A} _{x}} spełniający powyższy warunek jest wyznaczony jednoznacznie nazywa się różniczką Frécheta funkcji {\displaystyle f} w punkcie {\displaystyle x} i oznacza {\displaystyle \mathrm {D} f(x).} Odwzorowanie {\displaystyle \mathrm {D} f\colon V\to L(V,W)} dane wzorem {\displaystyle x\mapsto \mathrm {D} f(x)} we wszystkich punktach {\displaystyle x,} w których {\displaystyle f} jest różniczkowalna, nazywa się pochodną Frécheta funkcji {\displaystyle f,} gdzie {\displaystyle L(V,W)} oznacza przestrzeń funkcyjną wszystkich ograniczonych operatorów liniowych {\displaystyle V\to W.}
Równoważnie, funkcja {\displaystyle f} jest różniczkowalna w punkcie {\displaystyle x} wtedy i tylko wtedy, gdy istnieje ograniczony operator liniowy {\displaystyle \operatorname {A} _{x}\colon V\to W} oraz funkcja {\displaystyle r_{f}(x,\cdot )\colon \ U\setminus \{x\}\to Y,} dla których
{\displaystyle f(x+h)-f(x)=\operatorname {A} _{x}(h)+r_{f}(x,h)}
oraz
{\displaystyle \lim _{h\to 0}{\frac {r_{f}(x,h)}{\|h\|_{V}}}=0.}
Funkcję {\displaystyle f} różniczkowalną w sensie Frécheta w dowolnym punkcie zbioru {\displaystyle U} i której pochodna {\displaystyle \operatorname {D} f(x)} jest funkcją ciągłą w każdym punkcie zbioru {\displaystyle U} nazywa się funkcją różniczkowalną w sposób ciągły bądź funkcją klasy {\displaystyle \operatorname {C} ^{1}.} Jeśli {\displaystyle f} jest funkcjonałem, to różniczkę {\displaystyle \operatorname {A} _{x}} będącą funkcjonałem liniowym nazywa się czasem wariacją {\displaystyle f} w punkcie {\displaystyle x} i oznacza symbolem {\displaystyle \delta f.}

### Otwartość dziedziny a różniczkowalność
Założenie otwartości zbioru {\displaystyle U} w definicji jest konieczne ze względu na wymaganie jednoznaczności definicji różniczki. Istotność tego założenia można zobrazować następująco: zbiór
{\displaystyle V={\big \{}(x,y)\in \mathbb {R} ^{2}\colon x=y\}}
jest domkniętym podzbiorem przestrzeni {\displaystyle \mathbb {R} ^{2}.} Gdyby funkcja {\displaystyle f,} określona na płaszczyźnie, dana wzorem
{\displaystyle f(x,y)=x+y}
była różniczkowalna w punkcie {\displaystyle (x,y),} to wówczas
{\displaystyle f(x+h,y+k)-f(x,y)\approx {\tfrac {\partial f}{\partial x}}h+{\tfrac {\partial f}{\partial y}}k=h+k.}
Punkty {\displaystyle (x+h,y+k)} i {\displaystyle (x,y)} należą do zbioru {\displaystyle V} tylko, gdy {\displaystyle h=k,} co pociąga za sobą, iż pochodna {\displaystyle f} w punkcie {\displaystyle (x,y)} jest w postaci {\displaystyle [1+a,1-a],} gdzie {\displaystyle a} jest dowolną liczbą rzeczywistą.

## Własności
Funkcja różniczkowalna w danym punkcie jest w nim ciągła. Implikacja odwrotna na ogół nie zachodzi.
Różniczkowanie jest operacją liniową w następującym sensie: jeśli {\displaystyle f} i {\displaystyle g} są dwoma przekształceniami {\displaystyle V\to W} różniczkowalnymi w {\displaystyle x,} zaś {\displaystyle \sigma } i {\displaystyle \tau } są skalarami (dwiema liczbami rzeczywistymi bądź zespolonymi), to ich kombinacja liniowa {\displaystyle \sigma f+\tau g} jest różniczkowalna w {\displaystyle x,} przy czym jest ona równa odpowiedniej kombinacji liniowej pochodnych:
{\displaystyle \operatorname {D} (\sigma f+\tau g)(x)=\sigma \operatorname {D} f(x)+\tau \operatorname {D} g(x).}
W kontekście tym poprawna jest również reguła łańcuchowa zwana również twierdzeniem o różniczkowaniu złożenia funkcji: jeśli {\displaystyle f\colon U\to Y} jest różniczkowalna w {\displaystyle x} należącym do {\displaystyle U,} zaś {\displaystyle g\colon Y\to W} jest różniczkowalna w {\displaystyle y=f(x),} to złożenie {\displaystyle g\circ f} jest różniczkowalne w {\displaystyle x,} a jego pochodna jest złożeniem pochodnych:
{\displaystyle \operatorname {D} (g\circ f)(x)=\operatorname {D} g{\big (}f(x){\big )}\circ \operatorname {D} f(x).}
Warunkiem koniecznym istnienia ekstremum funkcjonału {\displaystyle f} w punkcie {\displaystyle x_{0}} jest {\displaystyle \delta f(x_{0})=0.} Otóż skoro {\displaystyle \varepsilon (x_{0},h)\to 0} dla {\displaystyle \|h\|\to 0,} to {\displaystyle \Delta f(x_{0})=f(x_{0}+h)-f(x_{0})} dla dostatecznie małych {\displaystyle \|h\|} jest określony przez znak {\displaystyle \delta f.} Gdyby {\displaystyle \Delta f\neq 0,} to z liniowości {\displaystyle \delta f} wynika, że dla małych {\displaystyle \|h\|} znak {\displaystyle \Delta f} może być zarówno dodatni, jak i ujemny, tzn. w sąsiedztwie {\displaystyle x_{0}} istnieją zarówno wartości mniejsze, jak i większe od {\displaystyle f(x_{0}),} a więc {\displaystyle f} nie może osiągnąć ekstremum w tym punkcie.

## Przestrzenie skończeniewymiarowe
Przypadek jednowymiarowy
Pojęcie pochodnej Frécheta jest uogólnieniem zwykłej pochodnej funkcji rzeczywistej. Ciągłe przekształcenia liniowe {\displaystyle \mathbb {R} \to \mathbb {R} } są postaci {\displaystyle y=ax,} gdzie {\displaystyle a} jest liczbą rzeczywistą. W tym przypadku różniczka {\displaystyle A_{x}(h)} pojawiająca się w definicji jest funkcją postaci
{\displaystyle h\mapsto f'(x)h.}
Wyrażenie
{\displaystyle \lim _{h\to 0}{\frac {{\big |}f(x+h)-f(x)-ah{\big |}}{|h|}}=0}
jest równoważne definicji różniczkowalności funkcji {\displaystyle f,} tj.
{\displaystyle \lim _{h\to 0}{\frac {f(x+h)-f(x)}{h}}=a,}
gdzie {\displaystyle a} jest pochodną funkcji {\displaystyle f} w punkcie {\displaystyle x.}
Przypadek wielowymiarowy
W przestrzeniach skończenie wymiarowych wszystkie przekształcenia liniowe są ciągłe (zob. przekształcenie liniowe nieciągłe), więc pochodna Frécheta pokrywa się w tym przypadku z tradycyjnym pojęciem pochodnej funkcji wielu zmiennych. W szczególności, może być ona reprezentowana za pomocą macierzy Jacobiego.
Niech {\displaystyle \mathrm {f} \colon U\to \mathbb {R} ^{m},} będzie funkcją określoną na otwartym podzbiorze {\displaystyle U} przestrzeni {\displaystyle \mathbb {R} ^{n}.} Jeśli {\displaystyle \mathrm {f} } jest różniczkowalna w sensie Frécheta w punkcie {\displaystyle \mathrm {a} \in U,} to jej pochodną jest przekształcenie
{\displaystyle \operatorname {D} \mathrm {f} (\mathrm {a} )\colon \mathbb {R} ^{n}\to \mathbb {R} ^{m},}
gdzie:
{\displaystyle \operatorname {D} \mathrm {f} (\mathrm {a} )(\mathbf {v} )=\mathbf {J} _{\mathrm {f} }(\mathrm {a} )\;\mathbf {v} ,}
przy czym {\displaystyle \mathbf {J} _{\mathrm {f} }(\mathrm {a} )} oznacza macierz Jacobiego funkcji {\displaystyle \mathrm {f} } w punkcie {\displaystyle \mathrm {a} .}
Co więcej, pochodne cząstkowe {\displaystyle \mathrm {f} (\mathrm {x} )} dane są wzorem
{\displaystyle {\frac {\partial \mathrm {f} }{\partial x_{i}}}(\mathrm {a} ):={\frac {\partial \mathrm {f} }{\partial \mathbf {e} _{i}}}(\mathrm {a} )=\operatorname {D} \mathrm {f} (\mathrm {a} )(\mathbf {e} _{i})=\mathbf {J} _{\mathrm {f} }(\mathrm {a} )\;\mathbf {e} _{i},}
gdzie {\displaystyle \{\mathbf {e} _{i}\}} oznacza bazę kanoniczną {\displaystyle \mathbb {R} ^{n},} zaś {\displaystyle \mathrm {x} =(x_{1},\dots ,x_{n}).} Pochodna jest przekształceniem liniowym, więc dla wszystkich wektorów {\displaystyle \mathbf {h} \in \mathbb {R} ^{n}} pochodna kierunkowa {\displaystyle \mathrm {f} } w kierunku {\displaystyle \mathbf {h} } wyraża się wzorem
{\displaystyle \operatorname {D} \mathrm {f} (\mathrm {a} )(\mathbf {h} )=\sum _{i=1}^{n}h_{i}{\frac {\partial \mathrm {f} }{\partial x_{i}}}(\mathrm {a} ).}
Związek ten jest ogólniejszej natury – zob. związek z pochodną Gâteaux.
Zachodzi również twierdzenie Schwarza mówiące, że jeśli wszystkie pochodne cząstkowe {\displaystyle \mathrm {f} } istnieją i są ciągłe, to {\displaystyle \mathrm {f} } jest różniczkowalna w sensie Frécheta. Twierdzenie odwrotne nie jest prawdziwe: funkcja może być różniczkowalna w sensie Frécheta, jednak jej pochodne cząstkowe mogą nie być ciągłe.

### Przykład zastosowania
Metody rachunku różniczkowego umożliwiają dość sprawne wyznaczanie przybliżonych wartości skomplikowanych wyrażeń. Niech za przykład posłuży
{\displaystyle w={\frac {(2{,}03)^{4}}{(3{,}998)^{2}}}.}
Mając funkcję {\displaystyle f\colon \mathbb {R} ^{2}\to \mathbb {R} } daną wzorem
{\displaystyle f(x,y)={\frac {x^{4}}{y^{2}}},}
wystarczy zauważyć, iż zgodnie z powyższymi uwagami prawdziwy jest wzór
{\displaystyle f(x+h,y+k)\approx f(x,y)+{\tfrac {\partial f}{\partial x}}(x,y)\cdot h+{\tfrac {\partial f}{\partial y}}(x,y)\cdot k.}
Podstawiając {\displaystyle (x,y)=(2,4)} oraz {\displaystyle (h,k)=(0{,}03,-0{,}002),} uzyskuje się
{\displaystyle {\tfrac {\partial f}{\partial x}}(x,y)=4{\tfrac {x^{3}}{y^{2}}}} oraz {\displaystyle {\tfrac {\partial f}{\partial y}}(x,y)=-2{\tfrac {x^{4}}{y^{3}}}.}
Co ostatecznie daje
{\displaystyle {\begin{aligned}w&\approx f(2,4)+{\tfrac {\partial f}{\partial x}}(2,4)\cdot 0{,}03+{\tfrac {\partial f}{\partial y}}(2,4)\cdot (-0{,}002)\\&=1+2\cdot 0{,}03+(-{\tfrac {1}{2}})\cdot (-0{,}002)\\&=1+0{,}06+0{,}001=1{,}061.\end{aligned}}}

## Związek z pochodną Gâteaux
Jeśli {\displaystyle f} jest różniczkowalna w sensie Frécheta w punkcie {\displaystyle x,} to jest ona w nim również różniczkowalna w sensie Gâteaux, a {\displaystyle g} jest po prostu operatorem liniowym {\displaystyle \operatorname {A} =\operatorname {D} f(x).} Nie każda funkcja różniczkowalna w sensie Gâteaux jest różniczkowalna w sensie Frécheta. Przykładowo funkcja {\displaystyle f} o wartościach rzeczywistych określona wzorem
{\displaystyle f(x,y)={\begin{cases}{\frac {x^{3}}{x^{2}+y^{2}}},&{\mbox{ gdy }}(x,y)\neq (0,0),\\0,&{\mbox{ gdy }}(x,y)=(0,0)\end{cases}}}
jest ciągła i różniczkowalna w sensie Gâteaux w punkcie {\displaystyle (0,0),} przy czym jej pochodną jest
{\displaystyle g(a,b)={\begin{cases}{\frac {a^{3}}{a^{2}+b^{2}}},&{\mbox{ gdy }}(a,b)\neq (0,0),\\0,&{\mbox{ gdy }}(a,b)=(0,0).\end{cases}}}
Funkcja {\displaystyle g} nie jest operatorem liniowym, zatem funkcja {\displaystyle f} nie jest różniczkowalna w sensie Frécheta.
Innym przykładem może być funkcja {\displaystyle f} dana wzorem
{\displaystyle f(x,y)={\begin{cases}{\frac {x^{3}y}{x^{6}+y^{2}}},&{\mbox{ gdy }}(x,y)\neq (0,0),\\0,&{\mbox{ gdy }}(x,y)=(0,0),\end{cases}}}
która jest różniczkowalna w sensie Gâteaux w punkcie {\displaystyle (0,0),} a jej pochodna {\displaystyle g(a,b)=0} dla wszystkich {\displaystyle (a,b)} jest operatorem liniowym. Mimo to {\displaystyle f} nie jest ciągła w {\displaystyle (0,0),} co można zaobserwować, zbiegając do początku układu wzdłuż krzywej {\displaystyle (t,t^{3}),} i dlatego {\displaystyle f} nie może być tam różniczkowalna w sensie Frécheta.
Subtelniejszym przykładem jest
{\displaystyle f(x,y)={\begin{cases}{\frac {x^{2}y}{x^{4}+y^{2}}}{\sqrt {x^{2}+y^{2}}},&{\mbox{ gdy }}(x,y)\neq (0,0),\\0,&{\mbox{ gdy }}(x,y)=(0,0),\end{cases}}}
która jest funkcją ciągłą, różniczkowalną w {\displaystyle (0,0),} przy czym jej pochodną jest {\displaystyle g(a,b)=0,} co raz jeszcze oznacza, że jest liniowa. Jednakże {\displaystyle f} nie jest różniczkowalna w sensie Frécheta, ponieważ granica
{\displaystyle \lim _{(x,y)\to (0,0)}\left|{\frac {x^{2}y}{x^{4}+y^{2}}}\right|}
nie istnieje.
Poniższy przykład zachodzi tylko w nieskończenie wielu wymiarach. Niech {\displaystyle X} będzie przestrzenią Banacha, a {\displaystyle \varphi } będzie funkcjonałem liniowym na {\displaystyle X,} który jest nieciągły w {\displaystyle x=0} (zob. przekształcenie liniowe nieciągłe). Niech
{\displaystyle f(x)=\|x\|\varphi (x).}
Wówczas {\displaystyle f(x)} jest różniczkowalna w sensie Gâteaux w {\displaystyle x=0,} a jej pochodna jest równa {\displaystyle 0.} Mimo to {\displaystyle f(x)} nie jest różniczkowalna w sensie Frécheta, ponieważ granica
{\displaystyle \lim _{x\to 0}\varphi (x)}
nie istnieje.
Jeśli {\displaystyle f} jest różniczkowalna w sensie Gâteaux na zbiorze otwartym {\displaystyle U\subseteq V,} to {\displaystyle f} jest różniczkowalna w sensie Frécheta, gdy jej pochodna Gâteaux jest liniowa i ograniczona w każdym punkcie {\displaystyle U} oraz jest przekształceniem ciągłym {\displaystyle U\to \operatorname {L} (V,W).}

## Pochodne wyższego rzędu
Jeśli {\displaystyle f} jest funkcją różniczkowalną w każdym punkcie podzbioru otwartego {\displaystyle U} zbioru {\displaystyle V,} to jej pochodna
{\displaystyle \operatorname {D} f\colon U\to \operatorname {L} (V,W)}
jest funkcją {\displaystyle U} o wartościach w przestrzeni {\displaystyle \operatorname {L} (V,W),} tzn. w przestrzeni wszystkich ograniczonych operatorów liniowych z {\displaystyle V} do {\displaystyle W.} Funkcja ta również może mieć pochodną, nazywaną pochodną drugiego rzędu z funkcji {\displaystyle f,} i oznaczaną przez {\displaystyle \operatorname {D} ^{2}} która, z definicji pochodnej, będzie przekształceniem
{\displaystyle \operatorname {D} ^{2}f\colon U\to \operatorname {L} {\big (}V,\operatorname {L} (V,W){\big )}.}
Często dokonuje się utożsamienia zbioru wartości funkcji {\displaystyle \operatorname {D} ^{2}} z przestrzenią {\displaystyle \operatorname {L} ^{2}(V\times V,W),} tzn. przestrzenią wszystkich ciągłych przekształceń dwuliniowych z {\displaystyle V} w {\displaystyle W..} Dokładniej, element {\displaystyle \varphi } przestrzeni {\displaystyle \operatorname {L} {\big (}V,\operatorname {L} (V,W){\big )}} utożsamia się takim elementem {\displaystyle \psi } należącym do {\displaystyle \operatorname {L} ^{2}(V\times V,W),} że dla dowolnych {\displaystyle x} i {\displaystyle y} należących do {\displaystyle V} spełniony jest warunek
{\displaystyle \varphi (x)(y)=\psi (x,y).}
Intuicyjnie funkcja {\displaystyle \varphi } liniowa względem {\displaystyle x} i {\displaystyle \varphi (x)} liniowa względem {\displaystyle y} jest tym samym, co funkcja dwuliniowa {\displaystyle \psi } względem {\displaystyle x} oraz {\displaystyle y.}
Jeżeli funkcja
{\displaystyle \operatorname {D} ^{2}f\colon U\to \operatorname {L} ^{2}(V\times V,W)}
jest różniczkowalna, to jej pochodną nazywa się pochodną trzeciego rzędu funkcji f. Pochodna ta jest oczywiście przekształceniem trójliniowym itd. Pochodną {\displaystyle n}-tego rzędu (o ile istnieje) jest funkcja
{\displaystyle \operatorname {D} ^{n}f\colon U\to \operatorname {L} ^{n}(V\times V\times \ldots \times V,W)}
przyjmująca wartości w przestrzeni Banacha ciągłych przekształceń n-liniowych określonych w {\displaystyle V} i o wartościach w {\displaystyle W..} Indukcyjnie, funkcja {\displaystyle f} jest {\displaystyle n+1} razy różniczkowalna na {\displaystyle U,} jeśli jest {\displaystyle n}-krotnie różniczkowalna w zbiorze {\displaystyle U} oraz dla każdego {\displaystyle x} z {\displaystyle U} istnieje takie ciągłe przekształcenie (n+1)-liniowe {\displaystyle A,} że istnieje granica
{\displaystyle \lim _{h_{n+1}\to 0}{\frac {{\big \|}\operatorname {D} ^{n}f(x+h_{n+1})(h_{1},h_{2},\dots ,h_{n})-\operatorname {D} ^{n}f(x)(h_{1},h_{2},\dots ,h_{n})-\operatorname {A} (h_{1},h_{2},\dots ,h_{n},h_{n+1}){\big \|}}{\|h_{n+1}\|}}=0}
oraz zbieżność ta jest jednostajna względem {\displaystyle h_{1},h_{2},\dots ,h_{n}} na ograniczonych podzbiorach {\displaystyle V.} Operator {\displaystyle \operatorname {A} } nazywany jest wówczas pochodną (n+1)-rzędu funkcji {\displaystyle f} w punkcie {\displaystyle x.}